# Bundesamt für Raumentwicklung
Das Bundesamt für Raumentwicklung ARE (französisch Office fédéral du développement territorial, italienisch Ufficio federale dello sviluppo territoriale, englisch Federal Office for Spatial Development) ist eine Bundesbehörde der Schweizerischen Eidgenossenschaft. Es ist das Kompetenzzentrum der Schweiz in Belangen der räumlichen und nachhaltigen Entwicklung sowie Verkehrspolitik der Schweiz. Es gehört zum Eidgenössischen Departement für Umwelt, Verkehr, Energie und Kommunikation UVEK.
Standort ist Ittigen, nahe der Stadt Bern.

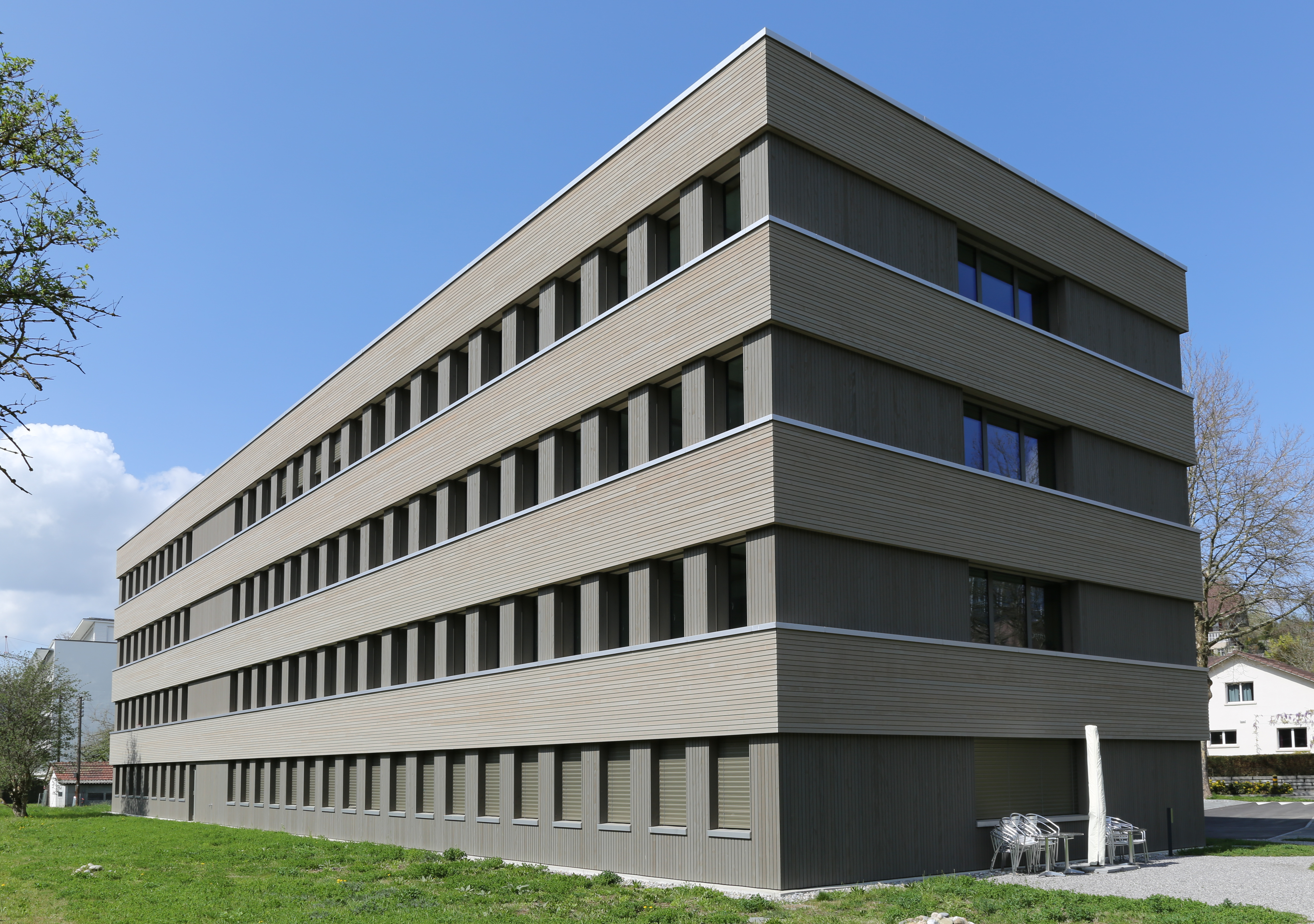
Gebäude des ARE

## Geschichte
1972 setzte der Bundesrat einen Delegierten für Raumplanung ein, 1980 wurde das Bundesamt für Raumplanung geschaffen. Auf den 1. Juni 2000 hin wurden die Aufgaben des Bundesamts für Raumplanung, des Dienstes für Gesamtverkehrsfragen, der Nachhaltigen Entwicklung und der Alpenkonvention unter dem Dach des neu ARE, Bundesamt für Raumentwicklung genannten Amtes zusammengelegt.

## Leitung
Per 1. Oktober 2025 wurde Roman Mayer zum neuen Direktor ernannt, Maria Lezzi, im Amt seit 2009, geht in den Ruhestand.

## Personalbestand
| Jahr | Vollzeitstellen |
| ---- | --------------- |
| 2001 | 53              |
| 2002 | 61              |
| 2003 | 62              |
| 2004 | 62              |
| 2005 | 62              |
| 2006 | 60              |
| 2007 | 60              |
| 2008 | 61              |
| 2009 | 60              |
| 2010 | 65              |
| 2011 | 64              |
| 2012 | 67              |
| 2013 | 66              |
| 2014 | 66              |
| 2015 | 67              |
| 2016 | 73              |
| 2017 | 71              |
| 2018 | 68              |
| 2019 | 70              |
| 2020 | 75              |
| 2021 | 76              |
| 2022 | 80              |
| 2023 | 80              |
| 2024 | 79              |